# 9651 Arii-SooHoo
A 9651 Arii-SooHoo (ideiglenes jelöléssel 1996 AJ) a Naprendszer kisbolygóövében található aszteroida. Az AMOS program keretében fedezték fel 1996. január 7-én.